# Exarchat apostolique de Colombie des Maronites
L'exarchat apostolique de Colombie des Maronites (en latin : Exarchatus apostolicus Columbiae ; en espagnol : Exarcado apostólico maronita de Colombia) est un exarchat apostolique de l'Église maronite en Colombie directement soumis au Saint-Siège.

## Territoire
L'exarchat a juridiction sur tous les fidèles de l'Église maronite qui résident en Colombie. Le siège est à Bogota où se trouve la pro-cathédrale Notre-Dame du Liban qui est la seule paroisse maronite du pays.

## Histoire
L'exarchat apostolique est érigé le 20 janvier 2016 par la constitution apostolique Saeculorum decursu  du pape François.

## Exarque
- Fadi Abou Chebel, O.M.M., depuis le 20 janvier 2016